# Takemoto-za
Pour les articles homonymes, voir Takemoto.
Le Takemoto-za (竹本座) est un théâtre bunraku d'Osaka, fondé en 1684 par Takemoto Gidayū. Les pièces de nombreux dramaturges célèbres y sont représentées, dont des œuvres de Chikamatsu Monzaemon, Namiki Sōsuke et Takeda Izumo I. Nombre d'auteurs du Takemoto-za travaillent ensemble, comme il est de coutume à l'époque.
Une rude rivalité oppose le Takemoto-za au Toyotake-za, construit par un des anciens disciples de Takemoto Gidayū.
Bien que le bunraku reste exceptionnellement populaire jusqu'en 1764, c'est à cette époque qu'il commence à être éclipsé par le kabuki et tombe en désuétude. Le Takemoto-za est contraint à la fermeture en 1767, et même s'il ouvre une fois encore après cela, il est définitivement fermé peu de temps après.

## Crédit d'auteurs
- (en) Cet article est partiellement ou en totalité issu de l’article de Wikipédia en anglais intitulé « Takemoto-za » (voir la liste des auteurs).